# Die Hard
Die Hard er en Hollywood actionfilm fra 1988. Manuskriptet er skrevet af Steven E. de Souza, og filmen er instrueret af John McTiernan. Medvirkende er Bruce Willis, Bonnie Bedelia, Alan Rickman, Reginald VelJohnson og William Atherton. Filmen blev en stor kommerciel succes og satte skub i Bruce Willis' karriere. Samtidig markerede den starten for Alan Rickmans mange skurkeroller i amerikanske film.
Die Hard er baseret på romanen Nothing Lasts Forever fra 1979 af Roderick Thorp. Romanen var en efterfølger til bogen The Detective, som blev filmatiseret i 1968, blandt andet med Frank Sinatra. 

## Medvirkende
| Skuespiller           | Rolle                                  |
| --------------------- | -------------------------------------- |
| Bruce Willis          | John McClane                           |
| Alan Rickman          | Hans Gruber                            |
| Bonnie Bedelia        | Holly Gennero McClane                  |
| Reginald VelJohnson   | Sgt. Al Powell                         |
| Alexander Godunov     | Karl                                   |
| Paul Gleason          | Deputy Police Chief Dwayne T. Robinson |
| William Atherton      | Richard Thornburg                      |
| De'voreaux White      | Argyle                                 |
| Hart Bochner          | Harry Ellis                            |
| James Shigeta         | Joe Takagi                             |
| Dennis Hayden         | Eddie                                  |
| Clarence Gilyard, Jr. | Theo                                   |
| Bruno Doyon           | Franco                                 |
| Andreas Wisniewski    | Tony                                   |
| Al Leong              | Uli                                    |
| Robert Davi           | FBI Special Agent Johnson              |
| Grand L. Bush         | FBI Agent Johnson                      |

## I samme serie
- Die Hard 2: Die Harder (1990)
- Die Hard: Mega Hard (1995)
- Die Hard 4.0 (2006)
- Die Hard: A Good Day to Die Hard (2013)

## Computerspil
Følgende spil er baseret på Die Hard serien:
- Die Hard Trilogy
- Die Hard Trilogy 2: Viva Las Vegas
- Die Hard Arcade
- Die Hard: Vendetta
- Die Hard: Nakatomi Plaza

Derudover er der et NES-spil baseret på den første film.